# هيل فيست
هيل فيست هو مهرجان روك يركز على موسيقى الميتال يقام سنوياً في شهر يونيو في بلدة كليسون، فرنسا. في نسخة 2022 أقيم المهرجان على مدار 7 أيام وحضره 60 ألف شخص يومياً وعزف خلاله 350 فرقة موسيقية.